# Lista de deputados federais do Brasil da 48.ª legislatura

PCB: 3 seats
PCdoB: 3 seats
PT: 16 seats
PDT: 24 seats
PSB: 1 seat
PMDB: 264 seats
PTB: 17 seats
PDC: 7 seats
PFL: 118 seats
PL: 6 seats
PDS: 35 seats

Esta é a lista de deputados federais do Brasil da 48.ª legislatura do Congresso Nacional. Inclui-se o nome civil dos parlamentares, o partido ao qual eram filiados na data da posse e a quantidade de votos que receberam para sua eleição, sua unidade federativa de origem, bem como outras informações. Esta legislatura da Câmara dos Deputados durou de 1.º de fevereiro de 1987 a 31 de janeiro de 1991.

## Composição das bancadas
| Partido | Líder                          | Bancada   | Posição  |
| ------- | ------------------------------ | --------- | -------- |
| PMDB    | Mário Covas (SP)               | 264 / 495 | Governo  |
| PFL     | José Lourenço (BA)             | 118 / 495 | Governo  |
| PDS     | Amaral Netto (RJ)              | 35 / 495  | Governo  |
| PDT     | Vivaldo Barbosa (RJ)           | 24 / 495  | Oposição |
| PTB     | Gastone Righi (SP)             | 17 / 495  | Governo  |
| PT      | Luiz Inácio Lula da Silva (SP) | 16 / 495  | Oposição |
| PDC     | Eduardo Siqueira Campos (TO)   | 7 / 495   | Governo  |
| PL      | Guilherme Afif Domingos (SP)   | 6 / 495   | Governo  |
| PPS     | Roberto Freire (PE)            | 3 / 495   | Governo  |
| PCB     | Augusto Carvalho (DF)          | 3 / 503   | Governo  |
| PCdoB   | Haroldo Lima (BA)              | 3 / 495   | Governo  |
| PSC     | Dirce Tutu Quadros (SP)        | 1 / 495   | Governo  |
| PSB     | Beth Azize (AM)                | 1 / 495   | Oposição |

## Relação
São relacionados os candidatos eleitos com informações complementares da Câmara dos Deputados.
| Os Deputados desta legislatura | Partido | Votação |
| Acre                           | Acre    | Acre    |
| ------------------------------ | ------- | ------- |
| José Melo                      | PMDB    | 14.307  |
| Narciso Mendes                 | PDS     | 9.497   |
| Maria Lúcia Araújo             | PMDB    | 6.973   |
| Osmir Lima                     | PMDB    | 6.111   |
| Francisco Diógenes             | PDS     | 5.601   |
| Geraldo Fleming                | PMDB    | 5.555   |
| Alércio Dias                   | PFL     | 5.364   |
| Rubem Branquinho               | PMDB    | 4.807   |
| Alagoas                        |         |         |
| José Thomaz Nonô               | PFL     | 94.526  |
| Renan Calheiros                | PMDB    | 54.888  |
| José Costa                     | PMDB    | 46.199  |
| Roberto Torres                 | PTB     | 32.933  |
| Geraldo Bulhões                | PMDB    | 27.441  |
| Albérico Cordeiro              | PFL     | 24.668  |
| Antônio Ferreira               | PFL     | 21.080  |
| Eduardo Bonfim                 | PMDB    | 20.978  |
| Vinícius Cansanção             | PFL     | 16.481  |
| Amazonas                       |         |         |
| Bernardo Cabral                | PMDB    | 41.027  |
| Ézio Ferreira                  | PFL     | 37.466  |
| José Dutra                     | PMDB    | 25.565  |
| Eunice Michiles                | PFL     | 24.003  |
| José Fernandes                 | PDT     | 19.633  |
| Beth Azize                     | PSB     | 17.325  |
| Sadie Hauache                  | PFL     | 16.813  |
| Carrel Benevides               | PMDB    | 13.570  |
| Bahia                          |         |         |
| Luís Eduardo Magalhães         | PFL     | 93.907  |
| Jonival Lucas                  | PFL     | 91.965  |
| Luís Viana Neto                | PMDB    | 62.672  |
| Fernando Gomes                 | PMDB    | 61.838  |
| França Teixeira                | PMDB    | 61.152  |
| Jorge Hage                     | PMDB    | 59.734  |
| Joaci Góes                     | PMDB    | 59.600  |
| Carlos Sant'Anna               | PMDB    | 58.649  |
| Raul Ferraz                    | PMDB    | 57.916  |
| Jutahy Magalhães Júnior        | PMDB    | 57.394  |
| Benito Gama                    | PFL     | 55.641  |
| Francisco Pinto                | PMDB    | 55.086  |
| Jorge Viana                    | PMDB    | 50.425  |
| Nestor Duarte                  | PMDB    | 49.223  |
| Prisco Viana                   | PMDB    | 48.965  |
| Genebaldo Correia              | PMDB    | 48.362  |
| Sérgio Brito                   | PFL     | 46.959  |
| João Carlos Bacelar            | PMDB    | 46.654  |
| Domingos Leonelli              | PMDB    | 45.847  |
| Virgildásio de Sena            | PMDB    | 45.140  |
| Uldurico Pinto                 | PMDB    | 42.402  |
| Mário Lima                     | PMDB    | 41.847  |
| Celso Dourado                  | PMDB    | 40.822  |
| Haroldo Lima                   | PCdoB   | 40.494  |
| Jairo Azi                      | PFL     | 38.611  |
| Jairo Carneiro                 | PFL     | 38.301  |
| Marcelo Cordeiro               | PMDB    | 37.682  |
| Milton Barbosa                 | PMDB    | 36.698  |
| Fernando Santana               | PCB     | 37.674  |
| Lídice da Mata                 | PCdoB   | 36.466  |
| Abigail Feitosa                | PMDB    | 34.838  |
| Eraldo Tinoco                  | PFL     | 32.170  |
| Francisco Benjamin             | PFL     | 30.423  |
| Manoel Castro                  | PFL     | 29.835  |
| Ângelo Magalhães               | PFL     | 28.312  |
| José Lourenço                  | PFL     | 28.610  |
| João Alves                     | PFL     | 28.532  |
| Leur Lomanto                   | PFL     | 28.041  |
| Waldeck Ornelas                | PFL     | 27.652  |
| Ceará                          |         |         |
| Lúcio Alcântara                | PFL     | 102.691 |
| Moema São Thiago               | PDT     | 83.341  |
| Paes de Andrade                | PMDB    | 72.748  |
| Mauro Sampaio                  | PMDB    | 64.089  |
| Bezerra de Melo                | PMDB    | 57.815  |
| Expedito Machado               | PMDB    | 56.462  |
| Ubiratan Aguiar                | PMDB    | 56.342  |
| Luís Marques                   | PFL     | 53.697  |
| César Cals Neto                | PDS     | 49.554  |
| Orlando Bezerra                | PFL     | 49.291  |
| Firmo de Castro                | PMDB    | 48.786  |
| Osmundo Rebouças               | PMDB    | 46.452  |
| Carlos Virgílio Távora         | PDS     | 45.673  |
| Carlos Benevides               | PMDB    | 43.915  |
| Etevaldo Nogueira              | PFL     | 43.495  |
| Moisés Pimentel                | PMDB    | 41.457  |
| Aécio de Borba                 | PDS     | 40.929  |
| Gidel Dantas                   | PMDB    | 40.459  |
| Manuel Viana                   | PMDB    | 40.084  |
| José Lins                      | PFL     | 39.954  |
| Furtado Leite                  | PFL     | 39.104  |
| Raimundo Bezerra               | PMDB    | 38.053  |
| Distrito Federal               |         |         |
| Valmir Campelo                 | PFL     | 46.189  |
| Maria de Lourdes Abadia        | PFL     | 46.106  |
| Augusto Carvalho               | PCB     | 39.782  |
| Márcia Kubitschek              | PMDB    | 22.746  |
| Geraldo Campos                 | PMDB    | 22.736  |
| Jofran Frejat                  | PFL     | 22.279  |
| Francisco Carneiro             | PMDB    | 18.367  |
| Sigmaringa Seixas              | PMDB    | 11.476  |
| Espírito Santo                 |         |         |
| Rita Camata                    | PMDB    | 136.031 |
| Vasco Alves                    | PMDB    | 84.952  |
| Vitor Buaiz                    | PT      | 79.054  |
| Stélio Dias                    | PFL     | 47.979  |
| Lézio Sathler                  | PMDB    | 47.047  |
| Hélio Manhães                  | PMDB    | 41.723  |
| Rose de Freitas                | PMDB    | 36.132  |
| Pedro Ceolin                   | PFL     | 26.403  |
| Nelson Aguiar                  | PMDB    | 25.898  |
| Nyder Barbosa                  | PMDB    | 22.789  |
| Goiás                          |         |         |
| Nion Albernaz                  | PMDB    | 101.362 |
| Lúcia Vânia                    | PMDB    | 84.688  |
| Mauro Miranda                  | PMDB    | 60.707  |
| Pedro Canedo                   | PFL     | 56.569  |
| Naphtali Alves de Souza        | PMDB    | 56.430  |
| Antônio de Jesus               | PMDB    | 49.301  |
| José Freire                    | PMDB    | 48.167  |
| Paulo Roberto Cunha            | PDC     | 48.675  |
| Jalles Fontoura                | PFL     | 48.099  |
| Siqueira Campos                | PDC     | 43.483  |
| Fernando Cunha                 | PMDB    | 41.969  |
| Maguito Vilela                 | PMDB    | 37.675  |
| Délio Braz                     | PMDB    | 36.645  |
| Roberto Balestra               | PDC     | 36.614  |
| João Natal                     | PMDB    | 31.828  |
| Aldo Arantes                   | PMDB    | 30.046  |
| Luiz Soyer                     | PMDB    | 29.121  |
| Maranhão                       |         |         |
| Sarney Filho                   | PFL     | 109.448 |
| Francisco Coelho               | PFL     | 54.695  |
| Jaime Santana                  | PFL     | 49.012  |
| José Teixeira                  | PFL     | 48.132  |
| Albérico Filho                 | PMDB    | 33.744  |
| Costa Ferreira                 | PFL     | 28.415  |
| Eliezer Moreira                | PFL     | 28.343  |
| Davi Alves Silva               | PDS     | 27.122  |
| Enoc Vieira                    | PFL     | 27.067  |
| José Carlos Saboia             | PMDB    | 25.158  |
| Vítor Trovão                   | PFL     | 24.858  |
| Antônio Gaspar                 | PMDB    | 24.189  |
| Onofre Corrêa                  | PMDB    | 23.406  |
| Haroldo Saboia                 | PMDB    | 22.930  |
| Cid Carvalho                   | PMDB    | 22.892  |
| Joaquim Haickel                | PMDB    | 22.576  |
| Wagner Lago                    | PMDB    | 22.105  |
| Vieira da Silva                | PDS     | 16.122  |
| Mato Grosso                    |         |         |
| Júlio Campos                   | PFL     | 61.002  |
| Osvaldo Sobrinho               | PMDB    | 40.685  |
| Joaquim Sucena                 | PMDB    | 32.997  |
| Antero Paes de Barros          | PMDB    | 29.930  |
| Rodrigues Palma                | PMDB    | 27.783  |
| Percival Muniz                 | PMDB    | 27.145  |
| Jonas Pinheiro                 | PFL     | 21.335  |
| Ubiratan Spinelli              | PDS     | 16.723  |
| Mato Grosso do Sul             |         |         |
| Gandi Jamil                    | PFL     | 86.705  |
| Levy Dias                      | PFL     | 49.556  |
| Sérgio Cruz                    | PFL     | 37.404  |
| Valter Pereira                 | PMDB    | 31.226  |
| José Elias Moreira             | PTB     | 31.073  |
| Ruben Figueiró                 | PMDB    | 28.862  |
| Ivo Cersósimo                  | PMDB    | 28.414  |
| Plínio Martins                 | PMDB    | 24.890  |
| Minas Gerais                   |         |         |
| Aécio Neves                    | PMDB    | 236.019 |
| Pimenta da Veiga               | PMDB    | 147.856 |
| José Geraldo Ribeiro           | PMDB    | 132.356 |
| Hélio Costa                    | PMDB    | 115.267 |
| Leopoldo Bessone               | PMDB    | 73.082  |
| Genésio Bernardino             | PMDB    | 72.663  |
| Roberto Brant                  | PMDB    | 71.808  |
| Sílvio Abreu Júnior            | PMDB    | 71.261  |
| Dalton Canabrava               | PMDB    | 67.216  |
| Ronaro Corrêa                  | PFL     | 61.993  |
| Mauro Campos                   | PMDB    | 57.560  |
| Luiz Alberto Rodrigues         | PMDB    | 56.589  |
| Alysson Paulinelli             | PFL     | 53.438  |
| Álvaro Antônio                 | PMDB    | 52.897  |
| Oscar Correia Júnior           | PFL     | 52.654  |
| Maurício Campos                | PFL     | 50.850  |
| Roberto Vital                  | PMDB    | 48.907  |
| Melo Freire                    | PMDB    | 47.752  |
| José da Conceição              | PMDB    | 47.598  |
| Milton Reis                    | PMDB    | 47.397  |
| Maurício Pádua                 | PMDB    | 45.808  |
| Homero Santos                  | PFL     | 45.731  |
| Octávio Elísio                 | PMDB    | 45.250  |
| Paulo Delgado                  | PT      | 44.699  |
| Mário Assad                    | PFL     | 43.432  |
| José Ulisses                   | PMDB    | 43.414  |
| Marcos Lima                    | PMDB    | 43.214  |
| José Elias Murad               | PTB     | 42.921  |
| Milton Lima                    | PMDB    | 41.833  |
| Carlos Mosconi                 | PMDB    | 40.214  |
| Virgílio Guimarães             | PT      | 40.179  |
| Mário Bouchardet               | PMDB    | 40.110  |
| Ronaldo Carvalho               | PMDB    | 40.056  |
| Ziza Valadares                 | PMDB    | 40.028  |
| Humberto Souto                 | PFL     | 39.882  |
| João Paulo                     | PT      | 38.573  |
| Aloísio Vasconcelos            | PMDB    | 38.171  |
| Luiz Leal                      | PMDB    | 38.162  |
| Raimundo Rezende               | PMDB    | 37.997  |
| Christovam Chiaradia           | PFL     | 37.937  |
| Virgílio Galassi               | PDS     | 37.860  |
| Lael Varela                    | PFL     | 37.783  |
| Mário de Oliveira              | PMDB    | 37.765  |
| José Santana de Vasconcelos    | PFL     | 37.716  |
| Célio de Castro                | PMDB    | 35.656  |
| Sérgio Werneck                 | PMDB    | 35.317  |
| Raul Belém                     | PMDB    | 34.922  |
| Carlos Cotta                   | PMDB    | 34.657  |
| Arnaldo Rosa Prata             | PMDB    | 34.519  |
| Gil César                      | PMDB    | 32.556  |
| Melo Reis                      | PDS     | 31.530  |
| Bonifácio de Andrada           | PDS     | 26.042  |
| Chico Humberto                 | PDT     | 20.804  |
| Pará                           |         |         |
| Ademir Andrade                 | PMDB    | 53.396  |
| Asdrúbal Bentes                | PMDB    | 37.211  |
| Amílcar Moreira                | PMDB    | 35.191  |
| Carlos Vinagre                 | PMDB    | 34.791  |
| Domingos Juvenil               | PMDB    | 28.511  |
| Gerson Peres                   | PDS     | 28.179  |
| Jorge Arbage                   | PDS     | 27.145  |
| Manuel Ribeiro                 | PMDB    | 26.897  |
| Fernando Velasco               | PMDB    | 26.410  |
| Paulo Roberto                  | PMDB    | 24.786  |
| Gabriel Guerreiro              | PMDB    | 24.469  |
| Fausto Fernandes               | PMDB    | 24.442  |
| Eliel Rodrigues                | PMDB    | 23.294  |
| Aloysio Chaves                 | PFL     | 22.746  |
| Benedito Monteiro              | PMDB    | 20.552  |
| Dionísio Hage                  | PFL     | 20.241  |
| Arnaldo Moraes                 | PMDB    | 19.235  |
| Paraíba                        |         |         |
| Antônio Mariz                  | PMDB    | 106.591 |
| Cássio Cunha Lima              | PMDB    | 93.236  |
| Lúcia Braga                    | PFL     | 92.324  |
| Evaldo Gonçalves               | PFL     | 49.219  |
| José Maranhão                  | PMDB    | 47.873  |
| Edme Tavares                   | PFL     | 37.048  |
| João da Mata                   | PFL     | 35.956  |
| Adauto Pereira                 | PDS     | 33.128  |
| Edivaldo Motta                 | PMDB    | 30.964  |
| Aluizio Campos                 | PMDB    | 26.911  |
| João Agripino Maia             | PMDB    | 26.121  |
| Agassiz Almeida                | PMDB    | 22.833  |
| Paraná                         |         |         |
| Maurício Fruet                 | PMDB    | 98.945  |
| Maurício Nasser                | PMDB    | 95.501  |
| Matheus Iensen                 | PMDB    | 79.792  |
| Nilso Sguarezi                 | PMDB    | 74.822  |
| Nelton Friedrich               | PMDB    | 73.453  |
| Matos Leão                     | PMDB    | 66.595  |
| Ervin Bonkoski                 | PMDB    | 64.539  |
| Euclides Scalco                | PMDB    | 64.222  |
| José Carlos Martinez           | PMDB    | 62.322  |
| Alarico Abib                   | PMDB    | 60.819  |
| Basílio Villani                | PMDB    | 60.305  |
| Santinho Furtado               | PMDB    | 57.928  |
| Darcy Deitos                   | PMDB    | 57.805  |
| Hélio Duque                    | PMDB    | 57.642  |
| Waldyr Pugliesi                | PMDB    | 55.615  |
| Renato Johnsson                | PMDB    | 55.407  |
| Osvaldo Macedo                 | PMDB    | 53.584  |
| Antônio Ueno                   | PFL     | 52.729  |
| José Tavares                   | PMDB    | 52.435  |
| Jovanni Masini                 | PMDB    | 50.290  |
| Borges da Silveira             | PMDB    | 50.238  |
| Sérgio Spada                   | PMDB    | 48.056  |
| Alceni Guerra                  | PFL     | 47.857  |
| Paulo Pimentel                 | PFL     | 45.877  |
| Dionisio Assis Dal-Prá         | PFL     | 44.329  |
| Max Rosenmann                  | PMDB    | 42.296  |
| Jacy Scanagatta                | PFL     | 38.407  |
| Renato Bernardi                | PMDB    | 37.809  |
| Tadeu França                   | PMDB    | 37.186  |
| Airton Cordeiro                | PDT     | 25.527  |
| Pernambuco                     |         |         |
| Joaquim Francisco              | PFL     | 142.359 |
| Fernando Lyra                  | PMDB    | 90.767  |
| Roberto Freire                 | PCB     | 75.394  |
| Osvaldo Coelho                 | PFL     | 61.381  |
| Paulo Marques                  | PFL     | 59.157  |
| Inocêncio Oliveira             | PFL     | 59.133  |
| Fernando Bezerra Coelho        | PMDB    | 58.773  |
| Gilson Machado                 | PFL     | 55.572  |
| Ricardo Fiuza                  | PFL     | 45.225  |
| Geraldo Melo                   | PMDB    | 44.503  |
| José Jorge                     | PFL     | 44.374  |
| José Mendonça Bezerra          | PFL     | 44.216  |
| Maurílio Ferreira Lima         | PMDB    | 42.558  |
| José Moura                     | PFL     | 41.589  |
| Cristina Tavares               | PMDB    | 40.618  |
| Wilson Campos                  | PMDB    | 39.667  |
| Salatiel Carvalho              | PFL     | 39.519  |
| Luís Freire                    | PMDB    | 38.232  |
| Gonzaga Patriota               | PMDB    | 38.106  |
| José Tinoco                    | PFL     | 37.464  |
| José Carlos Vasconcellos       | PMDB    | 36.747  |
| Egídio Ferreira Lima           | PMDB    | 35.019  |
| Marcos Queiroz                 | PMDB    | 32.747  |
| Nilson Gibson                  | PMDB    | 32.220  |
| Harlan Gadelha                 | PMDB    | 29.893  |
| Piauí                          |         |         |
| Heráclito Fortes               | PMDB    | 91.730  |
| Átila Lira                     | PFL     | 85.186  |
| Paulo Silva                    | PMDB    | 60.345  |
| Mussa Demes                    | PFL     | 55.244  |
| José Luís Maia                 | PDS     | 52.180  |
| Jesus Tajra                    | PFL     | 41.358  |
| Jesualdo Cavalcanti            | PFL     | 39.186  |
| Paes Landim                    | PFL     | 36.589  |
| Myriam Portela                 | PDS     | 27.490  |
| Felipe Mendes                  | PDS     | 19.766  |
| Rio de Janeiro                 |         |         |
| Álvaro Vale                    | PL      | 324.941 |
| Sandra Cavalcanti              | PFL     | 137.595 |
| César Maia                     | PDT     | 93.045  |
| Rubem Medina                   | PFL     | 80.003  |
| Artur da Távola                | PMDB    | 77.738  |
| Francisco Dornelles            | PFL     | 71.592  |
| Amaral Netto                   | PDS     | 71.158  |
| Ronaldo Cezar Coelho           | PMDB    | 68.966  |
| Roberto d'Ávila                | PDT     | 68.286  |
| Brandão Monteiro               | PDT     | 57.988  |
| Paulo Ramos                    | PMDB    | 57.482  |
| Aloysio Teixeira               | PMDB    | 54.926  |
| Ana Maria Rattes               | PMDB    | 54.710  |
| Roberto Augusto                | PTB     | 54.332  |
| Sotero Cunha                   | PDC     | 51.189  |
| Juarez Antunes                 | PDT     | 51.019  |
| Simão Sessim                   | PFL     | 50.474  |
| Miro Teixeira                  | PMDB    | 49.106  |
| José Maurício                  | PDT     | 46.748  |
| Daso Coimbra                   | PMDB    | 45.399  |
| Edmílson Valentim              | PCdoB   | 43.730  |
| Jorge Leite                    | PMDB    | 42.901  |
| Marcio Braga                   | PMDB    | 41.305  |
| Fábio Raunheitti               | PTB     | 38.485  |
| Lysâneas Maciel                | PDT     | 36.913  |
| Gustavo de Faria               | PMDB    | 35.954  |
| Messias Soares                 | PDT     | 34.897  |
| Luiz Salomão                   | PDT     | 34.731  |
| Denisar Arneiro                | PMDB    | 31.744  |
| Osvaldo Almeida                | PDT     | 31.643  |
| Vladimir Palmeira              | PT      | 30.216  |
| Osmar Leitão                   | PFL     | 29.403  |
| Flávio Palmier da Veiga        | PMDB    | 28.451  |
| Carlos Alberto Caó             | PDT     | 27.943  |
| Benedita da Silva              | PT      | 27.460  |
| Alair Ferreira                 | PFL     | 27.020  |
| Feres Nader                    | PDT     | 27.013  |
| Arolde de Oliveira             | PFL     | 26.417  |
| Vivaldo Barbosa                | PDT     | 26.357  |
| Roberto Jefferson              | PTB     | 24.938  |
| Bocaiuva Cunha                 | PDT     | 24.524  |
| Noel de Carvalho               | PDT     | 23.998  |
| Edésio Frias                   | PDT     | 21.077  |
| José Carlos Coutinho           | PL      | 15.553  |
| Adolfo de Oliveira             | PL      | 8.920   |
| José Luiz de Sá                | PL      | 7.947   |
| Rio Grande do Norte            |         |         |
| Wilma Maia                     | PDS     | 143.583 |
| Henrique Eduardo Alves         | PMDB    | 90.884  |
| Flávio Rocha                   | PFL     | 71.208  |
| Jessé Freire Filho             | PFL     | 61.557  |
| Ismael Wanderley               | PMDB    | 44.852  |
| Iberê Ferreira                 | PFL     | 39.669  |
| Vingt Rosado                   | PMDB    | 38.837  |
| Antônio Câmara                 | PMDB    | 38.732  |
| Rio Grande do Sul              |         |         |
| Mendes Ribeiro Filho           | PMDB    | 325.173 |
| Antônio Britto                 | PMDB    | 305.659 |
| Paulo Mincarone                | PMDB    | 95.847  |
| Telmo Kirst                    | PDS     | 67.194  |
| Ivo Lech                       | PMDB    | 64.878  |
| Hilário Braun                  | PMDB    | 64.691  |
| Lélio Souza                    | PMDB    | 56.457  |
| Olívio Dutra                   | PT      | 54.466  |
| João de Deus Antunes           | PDT     | 50.641  |
| Paulo Paim                     | PT      | 49.854  |
| Victor Faccioni                | PDS     | 48.743  |
| Ivo Mainardi                   | PMDB    | 48.111  |
| Osvaldo Bender                 | PDS     | 46.156  |
| Adylson Motta                  | PDS     | 45.733  |
| Hermes Zaneti                  | PMDB    | 45.701  |
| Luís Roberto Ponte             | PMDB    | 44.223  |
| Darcy Pozza                    | PDS     | 43.093  |
| Irajá Rodrigues                | PMDB    | 39.360  |
| Érico Pegoraro                 | PFL     | 39.190  |
| Jorge Uequed                   | PMDB    | 37.686  |
| Ibsen Pinheiro                 | PMDB    | 36.116  |
| Arnaldo Prieto                 | PFL     | 33.777  |
| Júlio Costamilan               | PMDB    | 33.655  |
| Adroaldo Streck                | PDT     | 32.581  |
| Ruy Nedel                      | PMDB    | 30.936  |
| Vicente Bogo                   | PMDB    | 30.196  |
| Nelson Jobim                   | PMDB    | 28.451  |
| Rospide Neto                   | PMDB    | 27.850  |
| Floriceno Paixão               | PDT     | 21.086  |
| Amaury Müller                  | PDT     | 21.038  |
| Carlos Cardinal                | PDT     | 20.691  |
| Rondônia                       |         |         |
| Rita Furtado                   | PFL     | 32.223  |
| José Guedes                    | PMDB    | 21.569  |
| Chagas Neto                    | PMDB    | 17.033  |
| José Viana                     | PMDB    | 17.018  |
| Expedito Júnior                | PMDB    | 12.818  |
| Raquel Cândido                 | PFL     | 12.734  |
| Francisco Sales                | PMDB    | 12.516  |
| Assis Canuto                   | PFL     | 5.783   |
| Santa Catarina                 |         |         |
| Luiz Henrique da Silveira      | PMDB    | 81.368  |
| Vilson Souza                   | PMDB    | 66.400  |
| Victor Fontana                 | PFL     | 63.995  |
| Antônio Carlos Konder Reis     | PDS     | 59.042  |
| Alexandre Puzyna               | PMDB    | 53.419  |
| Eduardo Pinho Moreira          | PMDB    | 52.608  |
| Paulo Macarini                 | PMDB    | 51.420  |
| Renato Viana                   | PMDB    | 47.595  |
| Francisco Küster               | PMDB    | 46.032  |
| Artenir Werner                 | PDS     | 44.912  |
| Orlando Pacheco                | PFL     | 42.138  |
| Walmor de Luca                 | PMDB    | 41.686  |
| Ivo Vanderlinde                | PMDB    | 41.404  |
| Henrique Córdova               | PDS     | 40.634  |
| Cláudio Ávila da Silva         | PFL     | 40.100  |
| Ruberval Pilotto               | PDS     | 39.111  |
| São Paulo                      |         |         |
| Luiz Inácio Lula da Silva      | PT      | 651.763 |
| Ulysses Guimarães              | PMDB    | 590.873 |
| Guilherme Afif Domingos        | PL      | 508.931 |
| José Serra                     | PMDB    | 160.868 |
| Francisco Rossi                | PTB     | 141.862 |
| José Carlos Grecco             | PMDB    | 135.136 |
| Geraldo Alckmin                | PMDB    | 125.127 |
| Arnaldo Faria de Sá            | PTB     | 115.469 |
| Theodoro Mendes                | PMDB    | 114.141 |
| Francisco Amaral               | PMDB    | 112.701 |
| João Cunha                     | PMDB    | 106.946 |
| Robson Marinho                 | PMDB    | 105.996 |
| Fausto Rocha                   | PFL     | 90.850  |
| Cunha Bueno                    | PDS     | 89.335  |
| Arnold Fioravante              | PDS     | 87.212  |
| Ralph Biasi                    | PMDB    | 84.263  |
| João Herrmann                  | PMDB    | 78.996  |
| Tidei de Lima                  | PMDB    | 77.156  |
| Roberto Cardoso Alves          | PMDB    | 77.146  |
| Gerson Marcondes               | PMDB    | 76.777  |
| Antônio Delfim Neto            | PDS     | 76.342  |
| Koyu Iha                       | PMDB    | 73.424  |
| José Maria Eymael              | PDC     | 72.132  |
| Caio Pompeu de Toledo          | PMDB    | 69.535  |
| Samir Achôa                    | PMDB    | 68.220  |
| Antônio Perosa                 | PMDB    | 65.179  |
| Plínio de Arruda Sampaio       | PT      | 63.899  |
| Felipe Cheidde                 | PMDB    | 62.050  |
| Agripino de Oliveira Lima      | PFL     | 61.497  |
| Bete Mendes                    | PMDB    | 58.019  |
| Ricardo Izar                   | PFL     | 55.327  |
| Airton Sandoval                | PMDB    | 54.391  |
| Paulo Zarzur                   | PMDB    | 54.194  |
| Del Bosco Amaral               | PMDB    | 53.730  |
| Doreto Campanari               | PMDB    | 52.960  |
| Ademar de Barros Filho         | PDT     | 51.082  |
| Manoel Moreira                 | PMDB    | 51.028  |
| Luiz Gushiken                  | PT      | 50.580  |
| José Camargo                   | PFL     | 50.463  |
| Florestan Fernandes            | PT      | 50.024  |
| Jayme Paliarin                 | PTB     | 48.327  |
| Nelson Seixas                  | PDT     | 47.978  |
| João Rezek                     | PMDB    | 47.418  |
| Fernando Gasparian             | PMDB    | 46.576  |
| Jorge Maluly Neto              | PFL     | 46.400  |
| Fábio Feldmann                 | PMDB    | 46.183  |
| Mendes Thame                   | PFL     | 45.631  |
| Antônio Salim Curiati          | PDS     | 44.771  |
| Roberto Rollemberg             | PMDB    | 44.531  |
| Joaquim Bevilacqua             | PTB     | 43.442  |
| José Egreja                    | PTB     | 41.131  |
| Gastone Righi                  | PTB     | 40.010  |
| Mendes Botelho                 | PTB     | 38.223  |
| Dirce Tutu Quadros             | PSC     | 34.228  |
| Eduardo Jorge                  | PT      | 32.022  |
| Solon Borges dos Reis          | PTB     | 28.579  |
| José Genoino                   | PT      | 28.054  |
| Farabulini Júnior              | PTB     | 27.765  |
| Irma Passoni                   | PT      | 22.166  |
| Gumercindo Milhomem            | PT      | 20.066  |
| Sergipe                        |         |         |
| Antônio Carlos Franco          | PMDB    | 68.075  |
| Cleonâncio Fonseca             | PFL     | 44.405  |
| Messias Góis                   | PFL     | 32.973  |
| Acival Gomes                   | PMDB    | 25.088  |
| José Queiroz                   | PFL     | 24.967  |
| João Machado Rollemberg        | PFL     | 21.564  |
| Bosco França                   | PMDB    | 15.634  |
| Djenal Gonçalves               | PDS     | 12.514  |
| Tocantins                      |         |         |
| Ary Valadão                    | PDS     | n/d     |
| Eduardo Siqueira Campos        | PDC     | n/d     |
| Edmundo Galdino                | PMDB    | n/d     |
| Freire Júnior                  | PMDB    | n/d     |
| Leomar Quintanilha             | PDC     | n/d     |
| Moisés Avelino                 | PMDB    | n/d     |
| Paulo Mourão                   | PDS     | n/d     |
| Paulo Sidney                   | PMDB    | n/d     |